# Андриан (Четвергов)
Митрополит Андриа́н (в миру Алекса́ндр Генна́дьевич Четверго́в; 14 февраля 1951, Казань — 10 августа 2005, Юрьянский район, Кировская область) — предстоятель Русской православной старообрядческой церкви (РПСЦ; 2004—2005) с титулом Митрополит Московский и всея Руси.
Тезоименитство — 7 марта (священномученика и исповедника Александра)

## Биография

### Молодые годы
Родился в старообрядческой семье, принадлежащей к известному роду казанских купцов Четверговых.
В 1974 году закончил Казанский авиационный институт, получил также начальное художественное образование. Работал в должности инженера-конструктора сначала в ЦКБ Оптико-механического завода, а затем в Опытно-конструкторском бюро спортивной авиации (ныне — ОАО Научно-производственное объединение «Опытно-конструкторское бюро имени М. П. Симонова»).
В 1980 году сочетался браком со Натальей Александровной Штринёвой, происходившей из рода нижегородских старообрядцев.

### Деятель старообрядческой общины
В 1986 году оставил светскую работу и начал трудиться при казанском старообрядческом приходе. По собственным воспоминаниям: «Тогда стояла задача в основном поддержать приход, а по сути остановить его умирание. У нас был молитвенный дом очень небольшой, и несмотря на то, что священник был молодой, стремительно сокращалась численность прихожан по причине полного отсутствия информации о нашем существовании. Это было раннеперестроечное время. Ввиду внешней убогости нас расценивали чуть ли не как секту. Признаков храма там и не было. Вот с этого времени я и стал принимать участие во всевозможных обращениях к властям местным и московским, к Горбачёву, в итоге в 1988 году нам передали полноценный храм».
Принимал самое деятельное участие в реставрации храма, проектировании и изготовлении иконостаса. Также освоил ряд рабочих специальностей: водителя и сварщика, плотника и кровельщика. Изучил церковные искусства и ремёсла: уставщика и головщика (регента хора), реставратора икон, переплётчика книг. Позднее был избран председателем церковной общины.
С 1995 года трудился также в качестве иконописца. Написал иконостас для храма Екатеринбургской старообрядческой общины и изготовил конструкцию иконостаса для новопостроенного Кафедрального собора Новосибирской и всея Сибири епархии в городе Новосибирске, написал для него часть икон.
В 1998 году овдовел, имея на попечении сына и двух дочерей. По собственному признанию: «Когда я овдовел, вновь встал вопрос о моём священстве, хотя он поднимался и раньше».

### Священник и епископ
17 октября 1999 года был рукоположён в сан диакона к Казанскому храму в Казани.
На прошедшем 20-22 октября 1999 года Освящённом Соборе РПСЦ был избран кандидатом в епископы, а также членом Совета Митрополии РПСЦ.
14 мая 2000 года был рукоположён в сан священноиерея. Великим Постом 2001 года принял иноческий (монашеский) постриг.
29 апреля 2001 года в Покровском кафедральном соборе Москвы был рукоположён в сан епископа Казанско-Вятского. Хиротонию совершили: митрополит Московский и всея Руси Алимпий (Гусев), епископ Ярославский и Костромской Иоанн (Витушкин), епископ Новосибирский и всея Сибири Силуян (Килин), епископ Киевский и всея Украины Саватий (Козко) и епископ Кишинёвский и всея Молдавии Зосима (Еремеев).
Будучи епископом Казанско-Вятским, обращал внимание на развитие издательской деятельности. При его участии были изданы такие книги как «Житие святого Павла Коломенского», «Житие святого Венедикта Нурсийского», сборник исторических очерков «Соль земли».
По данным «Новых Известий» находился в натянутых отношениях с братом первоиерарха РПСЦ протоиереем Леонидом Гусевым, который ввиду болезни брата фактически управлял делами Митрополии. С момента поставления в епископы Андриан подвергался нападкам со стороны «гусевского клана», вплоть до обвинений в попытках сместить митрополита Алимпия во время тяжёлой болезни в октябре 2003 года. Когда же 31 декабря митрополит скончался от сердечного приступа, «гусевцы» поспешили заявить в СМИ, что его «свёл в могилу Андриан».

### Митрополит
На Освященном соборе 9 февраля 2004 года был избран митрополитом Московским и всея Руси. Настолование вновь избранного митрополита состоялось 12 февраля 2004 года в старообрядческом Покровском кафедральном соборе на Рогожском кладбище в Москве во время Божественной литургии, которую вместе с новым предстоятелем РПСЦ совершали епископы Ярославский и Костромской Иоанн (Витушкин), Киевский и всея Украины Савватий (Козко), Зосима (Еремеев) и Аугсбургский и всея Германии Амвросий (Херцог) в сослужении около 60 священников и 35 диаконов. На богослужении присутствовали сотрудники отдела внешних церковных связей Московского патриархата иеромонах Феофан (Лукьянов) и Д. И. Петровский.
15-16 апреля того же года совершил свой первый архипастырский визит в Коломну. По дороге в этот город первоиерарх РПСЦ — впервые в истории взаимоотношений Русской старообрядческой церкви и Русской православной церкви Московского патриархата — посетил единоверческий храм во имя Архангела Михаила в Михайловской Слободе.
Проявил себя сторонником открытости по отношению ко внешнему миру. Так, на Освящённом соборе РПСЦ 2004 года он говорил:

Для того, чтобы вести миссионерскую деятельность, сегодня вовсе не требуется пускаться в дальние путешествия, пробираться в глухие места, где живут люди, непросвещённые Евангелием. Таких людей сегодня в избытке вокруг нас… Необходимо отметить важность нашей внешней активности. Старообрядцы пока ещё не привыкли проявлять свою духовную активность во внешнем мире, удовлетворяясь тем, что государство, наконец-то, оставило их в покое и предоставило возможность заниматься своими проблемами. Однако очевидно, что такие настроения ведут к самоизоляции, ослаблению и вырождению. Это положение нужно решительно менять.

Был сторонником диалога старообрядцев с Московским патриархатом при сохранении полной независимости РПСЦ. В ходе своих поездок по российским регионам встречался с архиереями Русской православной церкви, по поводу чего сказал на Освящённом соборе 19—22 октября 2004 года: «Состоялись встречи с архиереями Московской патриархии, которые, как мне представляется, способствовали снижению уровня предвзятости и установлению более доброжелательного отношения к старообрядчеству в целом и к местным общинам в частности. Эти встречи убеждают меня, что, не отступая от отеческого благочестия, не изменяя духу дораскольной Церкви, мы сегодня можем обсуждать с Московской Патриархией решение спорных имущественных вопросов, формы совместного противодействия духовному экстремизму, сектантству и прочим болезням нашего общества». Учитывая, что начатый диалог был многими неверно истолкован как начало объединительного процесса, митрополиту Андриану пришлось на Соборе успокаивать свою паству: «Появившиеся опасения о неоправданном сближении и тем более объединении с РПЦ совершенно безосновательны и неуместны. Ни объединение, ни даже разговоры о нём не входили и не могут входить в наши планы». По мнению священника РПСЦ Алексея Лопатина, «владыка Андриан много встречался с архиереями Русской православной церкви (РПЦ), пытался выстроить такие взаимоотношения с Московской Патриархией, чтобы действенно решать проблемы, возникающие в межцерковных отношениях, и наладить взаимодействие по вопросам социального служения. При жизни владыки Андриана даже в его ближайшем окружении постоянно раздавались голоса, требующие предъявить хоть какие-нибудь положительные результаты этих контактов. А результаты медлили, не успевая за темпом инициатив Митрополита».
Событием, нашедшим отражение в СМИ, стало выступление владыки Андриана на Всемирном русском народном соборе в марте 2005 года. Издание «Газета» отмечало в некрологе, что «речь митрополита Андриана поразила тогда многих чистотой и незатёртостью смысла его слов».
В своём выступлении владыка, в частности, сказал: «Как всякое испытание, грозящее смертельной опасностью, Великая Отечественная война пробудила чувство национального единства. Победа стала „иконой“ народного единства, благодаря которому наша страна нашла в себе силы вынести немыслимые испытания. И в этом обретенном единстве, безусловно, сказалось вмешательство десницы Божией. Это настолько очевидная правда, что трудно было даже представить, что могут возникнуть ещё какие-то недоуменные вопросы. Но сегодня, когда мы знаем несравненно больше о нашей истории, мы можем уже спросить себя: было ли это незыблемое единство народов СССР тем подлинным единством, которое как историческая заслуга приписывается Советской власти? Нам не следует забывать, что в скрытых глубинах общества ещё продолжалась неоконченная Гражданская война, неисчислимая часть народа сидела в лагерях по надуманным обвинениям, целые общественные слои, так называемые „бывшие“, не имели возможности полноценно участвовать в жизни страны, а крестьяне были попросту лишены и документов, и элементарных человеческих прав».
В Рогожской слободе при его непосредственном участии 1 сентября 2004 года начало свою деятельность Московское старообрядческое духовное училище, был создан информационно-издательский отдел и возобновлено издание «Вестника Митрополии». При содействии Русской православной старообрядческой церкви прошёл ряд научных и культурных мероприятий.
Несмотря на болезни (страдал ишемической болезнью сердца, перенёс два инфаркта миокарда, операцию на сердце) проявлял большую пастырскую активность: совершил 7 архипастырских поездок, посетив 23 региона России, в том числе находящиеся в азиатской части страны, также побывал на территории Украины и в Молдавии.
Распоряжением президента России Владимира Путина от 2 сентября 2004 года митрополит Андриан был введён в состав Совета по взаимодействию с религиозными объединениями при президенте России.
Сумел установить тесные связи с Московским правительством, благодаря чему в распоряжение Церкви были переданы два храма, была переименована улица Войтовича в Старообрядческую, предоставлено финансирование для восстановления духовно-административного центра в Рогожской слободе. В 2005 под его руководством при поддержке правительства Москвы прошло празднование 100-летия распечатания алтарей храмов Рогожского кладбища. Помимо традиционного архиерейского богослужения и крестного хода на Рогожском кладбище, в день Жён-мироносиц были проведены концерт древнерусской музыки, две выставки (в Государственном историческом музее и в здании колокольни на Рогожском кладбище), а также торжественный приём, на который были приглашены представители светских властей, учёные, внёсшие значительный вклад в изучение староверия, а также представители Русской православной церкви. В 2005 году появилось немало изданий, посвящённых старообрядчеству: монографии, брошюры, альбомы, сборники. После долгого перерыва вышел новый номер журнала «Церковь». Переизданы несколько сочинений дореволюционных старообрядческих авторов.
При нём епископат РПСЦ пополнился двумя епископами, он лично рукоположил 5 священников, 8 диаконов, 7 чтецов, 3 свещеносца.
Митрополит Андриан придерживался идеи «равноудаленности всех конфессий от государственной власти». Он констатировал, что старообрядческая церковь «не претендует на какое-то особое отношение со стороны государства», что РПСЦ не стремится «навязывать веру Христову через государственные учреждения, образование, влезать со своими услугами в министерства и благоустраивать жизнь клириков за казённый счёт». В то же время, по мнению главы РСПЦ, старообрядцы рассчитывали увидеть со стороны государства «справедливое отношение к старообрядчеству, учёт его заслуг перед обществом, российской и мировой культурой»

### Кончина и погребение
8 августа 2005 года митрополит Андриан выехал в Киров, чтобы по традиции возглавить ежегодный Великорецкий крестный ход. 10 августа на берегу реки Грядовицы в 40-50 км от города Кирова и в 17 км от села Великорецкого он скоропостижно скончался в результате сердечного приступа. Несмотря на усилия медицинских работников, присутствовавших в рядах паломников, восстановить сердечную деятельность не удалось. Паломникам удалось сообщить о происшедшем в управление областной «скорой помощи». К месту нахождения митрополита выехала машина с врачами, однако скорейшее оказание помощи осложнилось отсутствием дорог. По распоряжению губернатора Кировской области, на помощь митрополиту был направлен вертолёт санитарной авиации, однако он также не смог добраться до места происшествия быстрее чем за полчаса. Прибывшие на место медики лишь констатировали смерть митрополита Андриана. Органы исполнительной власти Кировской области своевременно оказали необходимое содействие представителям Русской православной старообрядческой церкви в том, чтобы перевезти тело скончавшегося митрополита в Москву.
14 августа 2005 года в Покровском соборе Рогожского посёлка в Москве погребальное богослужение возглавил духовный отец покойного главы Старообрядческой церкви, епископ Киевский и всея Украины Саватий (Козко). На погребении присутствовали: местоблюститель Московского престола архиепископ Иоанн (Витушкин), епископы Силуян (Килин), Корнилий (Титов), Евмений (Михеев), Зосима (Еремеев), Герман (Савельев), около 70 священников и диаконов, а также более двух тысяч мирян. Выразить соболезнования прибыли представители власти, от Московской патриархии — епископ Егорьевский Марк (Головков), представители иных христианских деноминаций. Похоронен на Рогожском кладбище города Москвы.

## Память
14 сентября 2005 года на месте кончины митрополита Андриана был установлен памятный поклонный крест, изготовленный старообрядцами Санкт-Петербурга. У подножия креста был положен камень с высеченной на нём надписью: «На сем месте 10 августа 2005 г. (н. ст.) окончил свои земные труды, шествуя во главе Великорецкого Крестного хода, Предстоятель Русской Православной Старообрядческой Церкви блаженной памяти Высокопреосвященнейший АНДРИАН, митрополит Московский и всея Руси. Ангельская память его 7 марта (н. ст.) Аминь аминь глаголю вам, аще зерно пшеничное пад на земли не умрет, то едино пребывает, аще ли умрет, мног плод сотворит. (Иоанн, 12:24)».
В 2006 году в Москве вышла в свет книга «546 дней старообрядчества в XXI веке», посвящённая деятельности митрополита Андриана в качестве предстоятеля РПСЦ.
22 июля 2016 года в Казани на улице Старообрядческой, перед Покровским собором был заложен камень на месте будущего памятника митрополиту Андриану, а 6 декабря 2016 года состоялось открытие памятника митрополиту Андриану, выполненный коллективом группы компаний «Ирэк» (ведущий скульптор — М. В. Баскаков, архитекторы — К. В. Ашихмин и А. В. Шипунов).